# Sphaerodactylus gilvitorques
Sphaerodactylus gilvitorques är en ödleart som beskrevs av  Cope 1862. Sphaerodactylus gilvitorques ingår i släktet Sphaerodactylus och familjen geckoödlor. Inga underarter finns listade i Catalogue of Life.